# Sixalix atropurpurea
Sixalix atropurpurea är en tvåhjärtbladig växtart. Sixalix atropurpurea ingår i släktet Sixalix och familjen Dipsacaceae.

## Underarter
Arten delas in i följande underarter:
- S. a. amansii
- S. a. atropurpurea
- S. a. grandiflora
- S. a. maritima
- S. a. villosa